# Легкий метрополітен Баффало
Легкий метрополітен Баффало (англ. Buffalo Metro Rail) — лінія ЛРТ в місті Баффало, Нью-Йорк, США. У системі використовуються стандартна ширина колії, та потяги, що живляться від повітряної контактної мережі.

## Історія
Будівництво метрополітену почалося у 1979 році. Спочатку планувалося будівництво звичайного метро, але у зв'язку з відтоком населення з міста й дуже великими коштами, потрібними на будівництво метро, систему вирішили переформувати в ЛРТ. Наземна ділянка відкрилася 9 жовтня 1984 року, перші 6 підземних станцій відкрилися 20 травня 1985 року. Ще 2 підземні станції відкрилися 10 листопада 1986 року. Наземна зупинка «Theater» була закрита у 2013 році.

## Лінія ЛРТ
Єдина в місті лінія складається з 14 станцій, 8 з яких підземні (ділянка «Allen/Medical Campus» — "University"), побудовані згідно з усіма стандартами метрополітену. Ще 6 зупинок розташовані на наземній ділянці. Плата береться лише за проїзд на підземній ділянці, проїзд на наземній — безкоштовний.

## Режим роботи
Працює: від 5:10 до 00:50 по буднях, 7:05 — 00:50 у суботу, та 08:00 — 23:50 у неділю та свята. Інтервал руху 10 хвилин.

## Галерея

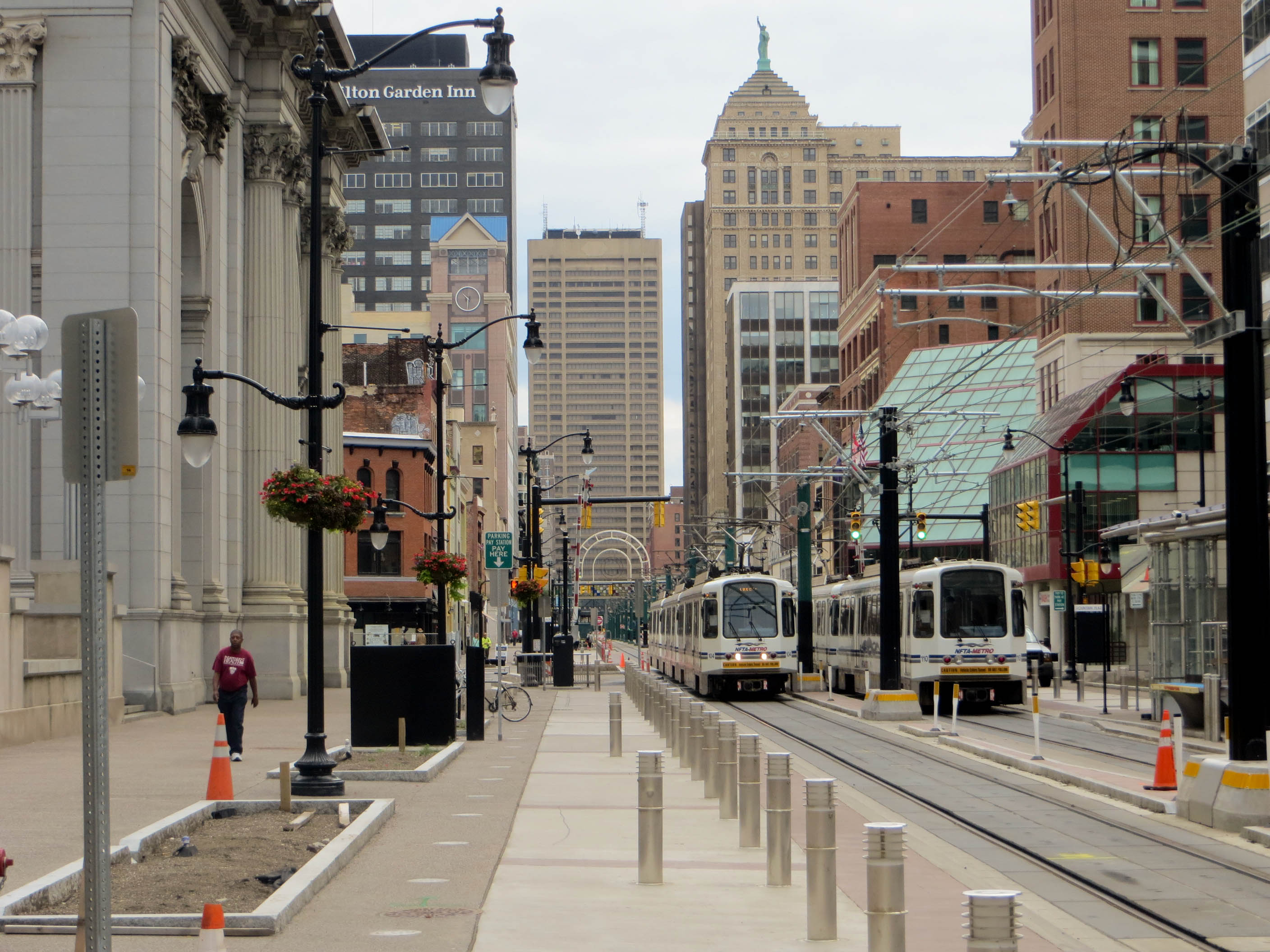
Потяги на наземній ділянці
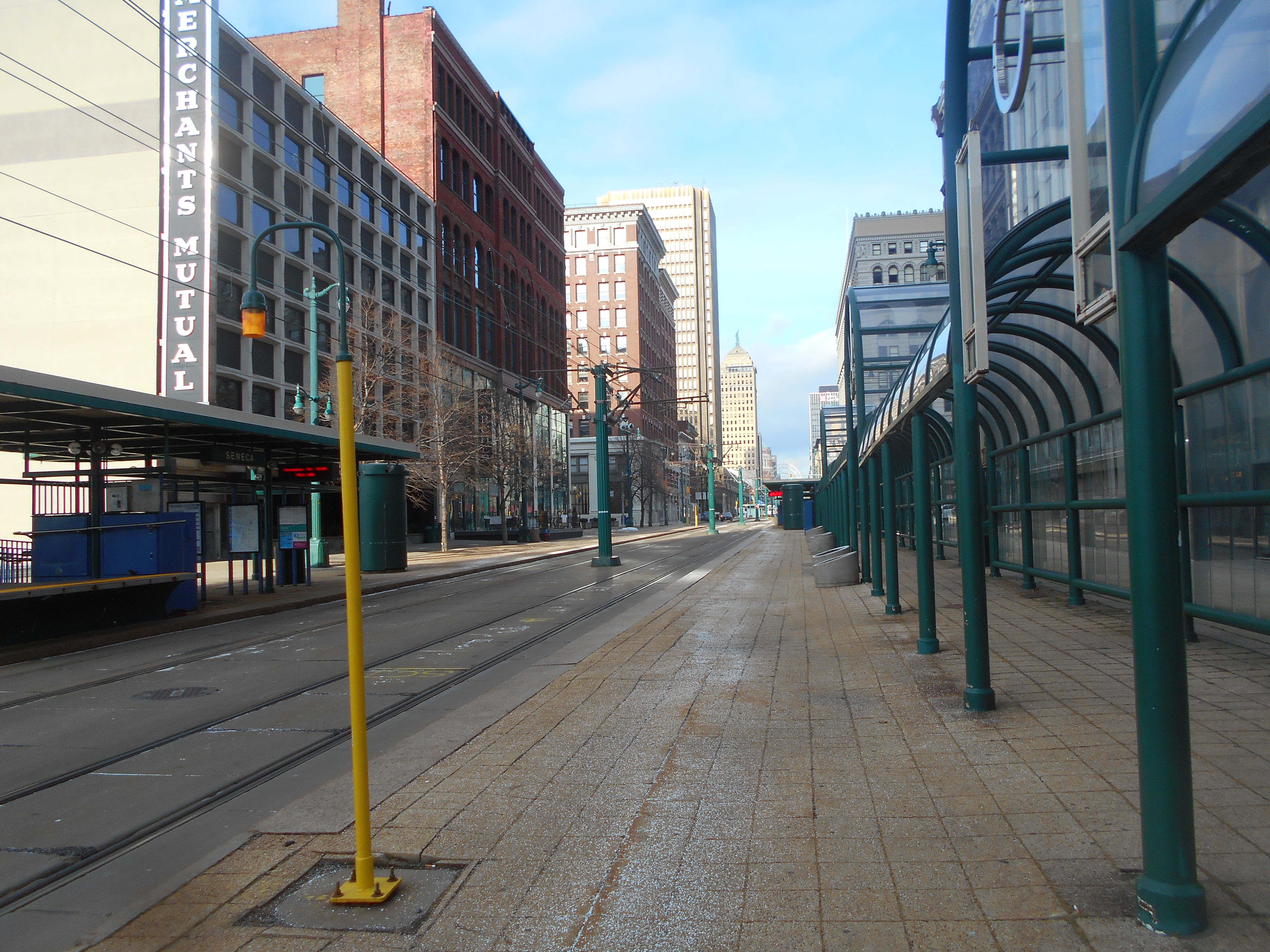
Наземна зупинка «Seneca Street»
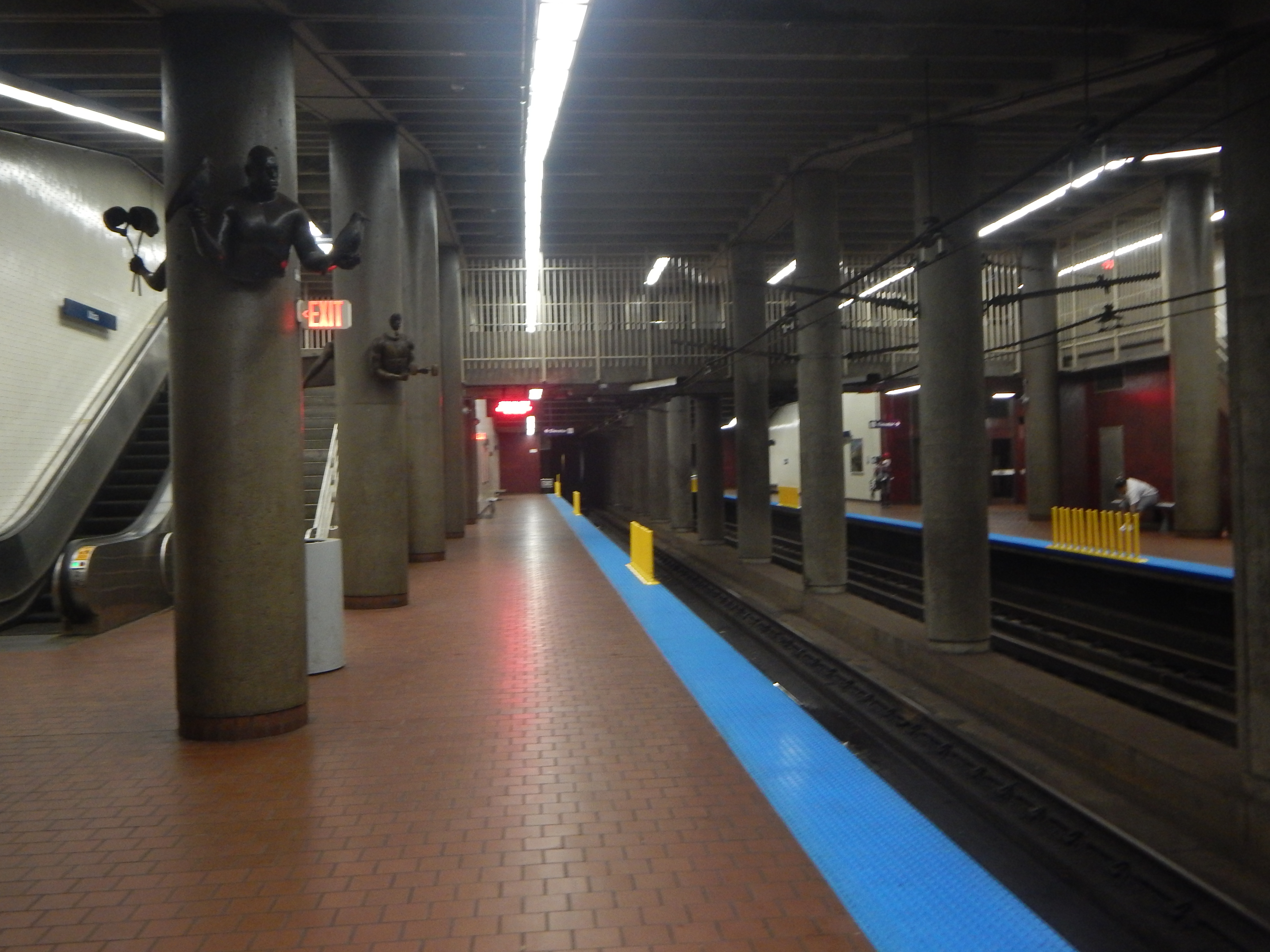
Станція «Utica»
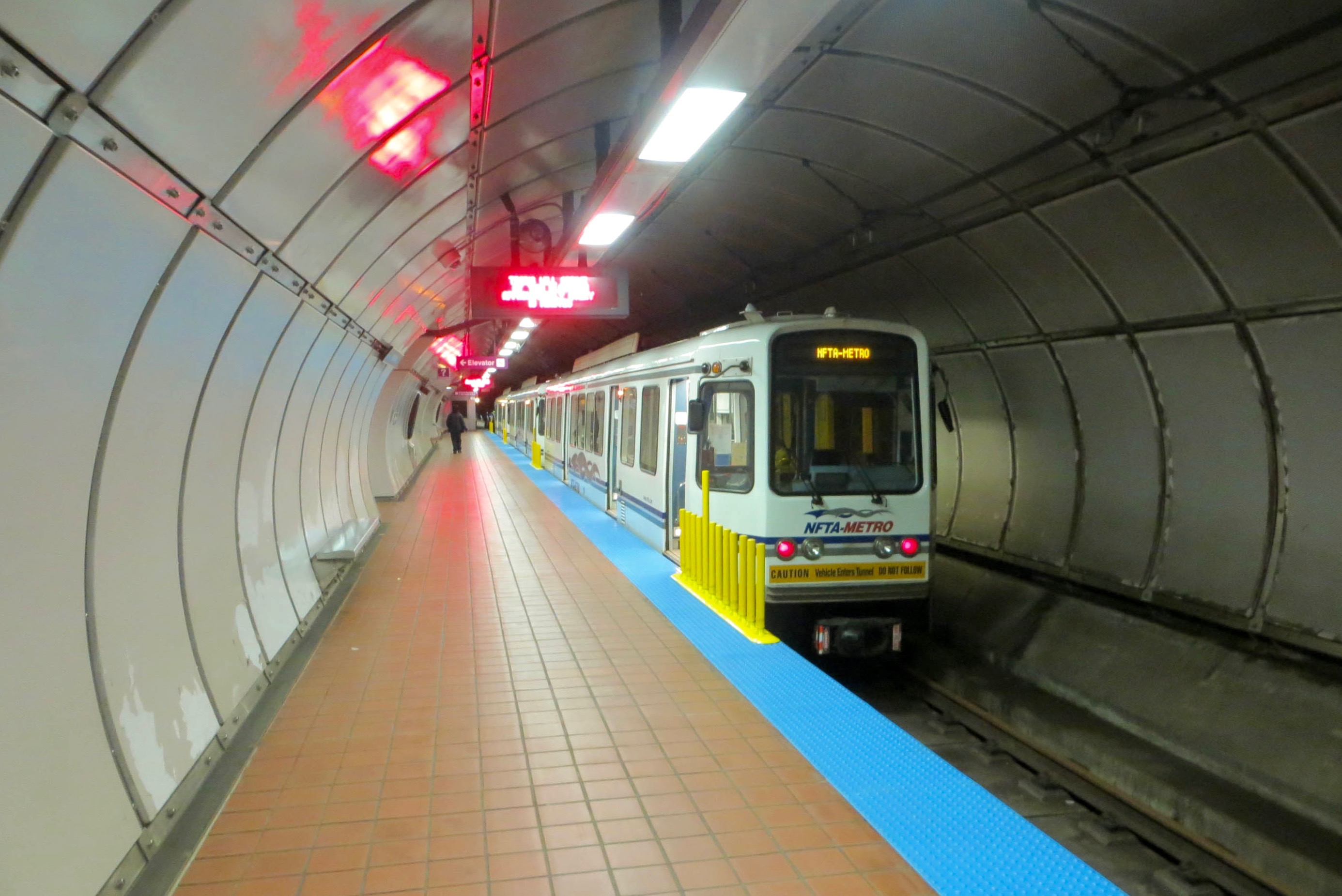
Станція «University»
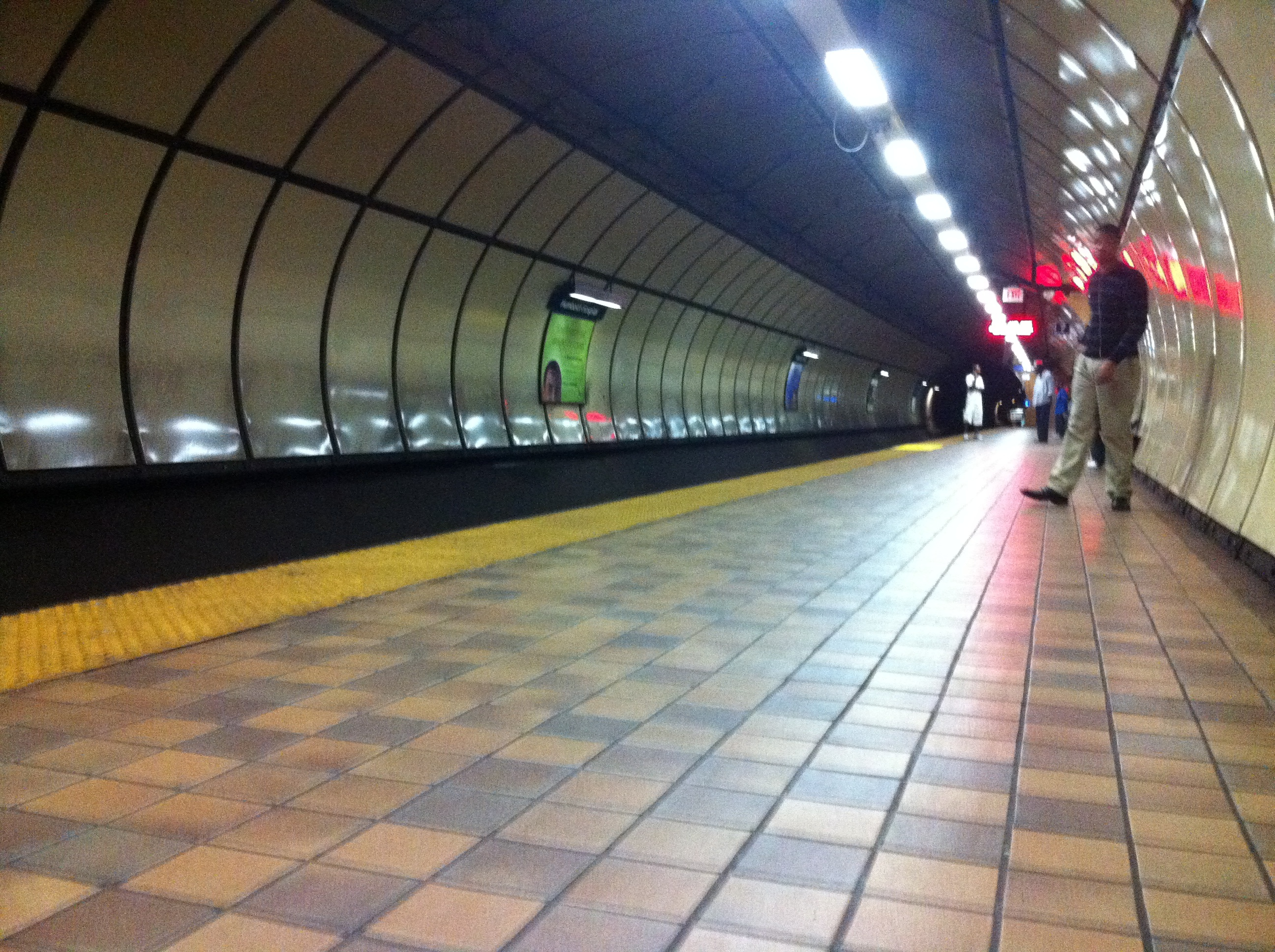
Станція «Humboldt Hospital»
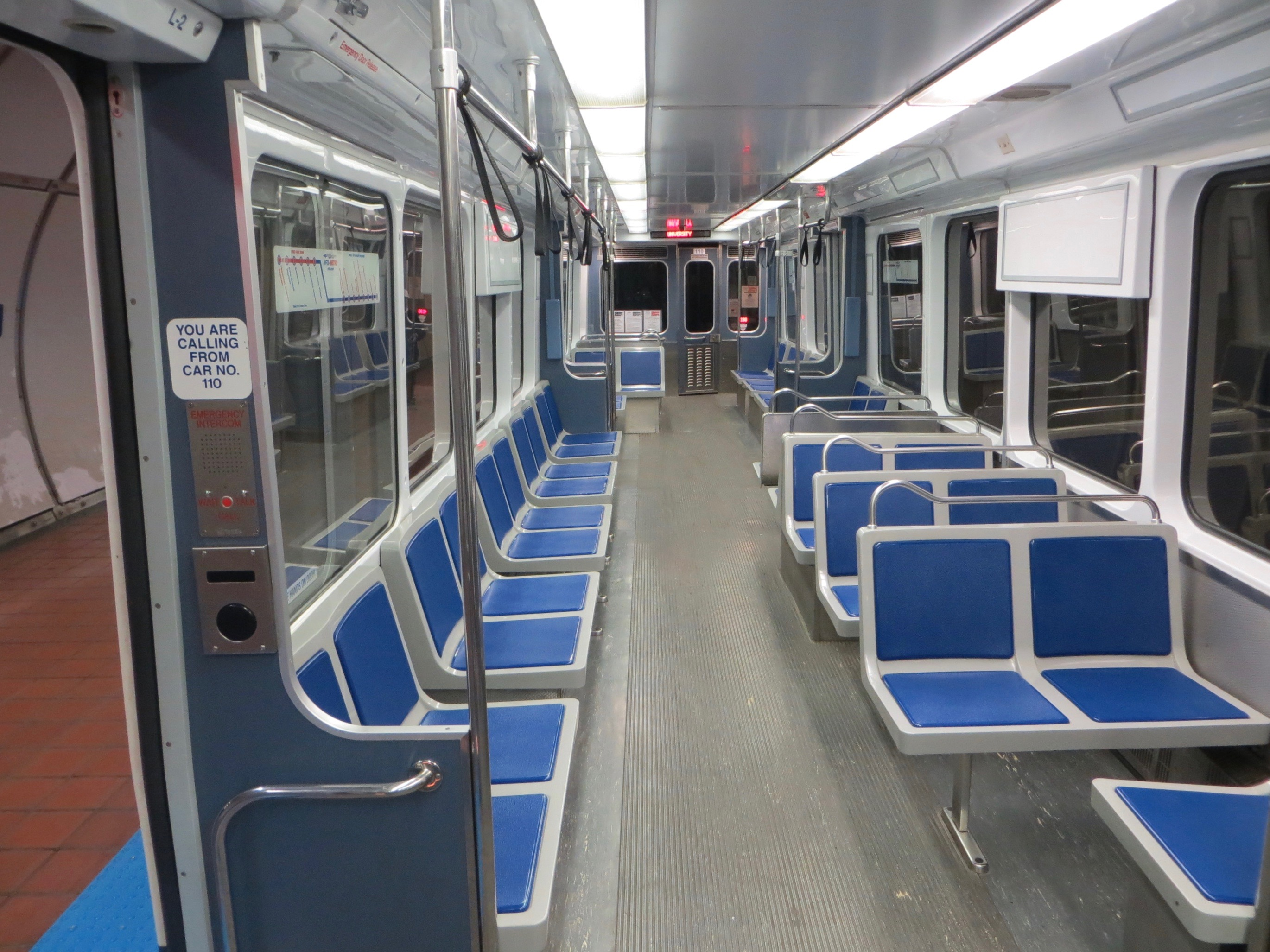
Всередині вагона